# 宝菩提院 (京都市南区)
宝菩提院（ほうぼだいいん）は、京都市南区九条東寺町に位置する寺院で教王護国寺（東寺）の塔頭の一つ。山号は八幡山。宗派は東寺真言宗。別格本山。

## 概要
住持は観智院と同じく教王護国寺別当職に補せられる。亮禅等、事教相の達匠を輩出し、西院流能禅方を伝える。

## 国宝
- 絹本着色愛染明王画像
- 宝楼閣曼荼羅一幅（伝巨勢金岡筆）